# Ramón Monzant
Ramón Segundo Monzant Espina (Maracaibo, Zulia, Venezuela, 4 de junio de 1933 - ibídem, 10 de agosto de 2001) fue un beisbolista venezolano.
En la Liga Venezolana, actuó por espacio de 10 temporadas, 6 con la antigua franquicia de Navegantes del Magallanes, Oriente, y 4 con Magallanes. Con este último es el líder del equipo en todos los tiempos en lanzador con más aperturas (117), juegos completos (61), victorias (63), derrotas (44), innings lanzados (932.0), ponches (657), y boletos (363).
Debido a sus actuaciones en la liga local, fue exaltado al Salón de la fama y museo del béisbol venezolano en el 2006.